# عملية المروحية (فيتنام)
عملية المروحية وقعت في 12 يناير 1962، وتعتبر أول عملية تشارك فيها القوات الأمريكية في حرب فيتنام.

## خلفية تاريخية
في ديسمبر 1961، رست السفينة الحربية يو اس اس كور في سايغون وعلى متنها 82 مروحية من طراز بياسيكي إتش-21 تابعة للجيش الأمريكي. بعد مرور 12 يومًا، أنطلقت «عملية المروحية».

## العملية
نقلت المروحيات أكثر من 1.000 جندي من جيش فيتنام الجنوبي للهجوم على معقل مشتبه به للفيت كونغ على بعد 10 أميال غرب سايغون. العملية كانت مباغته للفيت كونغ ونجحت نجاحًا باهرًا واستولت القوات الفيتنامية الجنوبية على جهاز إرسال لاسلكي مخبأ تحت الأرض. ولكن كان للعملية نتائج عكسية حيث أعطت للفيت كونغ خبرة قتالية ثمينة استخدموها فيما بعد ضد القوات الأمريكية.